# Телебалт
ООО «Компания Телебалт» — российская компания, производитель бытовой и профессиональной электроники. Находится в Калининграде на территории особой экономической зоны. Создана в 1999 году.

## История
Первый телевизор был выпущен предприятием 15 апреля 1997 года.
В 1999 году «Телебалт» имело предприятие с одной сборочной линией, с которой сходило 3000 кинескопных телевизоров в месяц.
В 2005 году компания собрала более 1,8 млн кинескопных телевизоров. В 2005 году компания «Samsung» перенесла производство на заводы компании Телебалт.
В 2006 году производство превысило 2 млн штук, то есть по сравнению с 1999 годом объём производства вырос более чем в 50 раз.
В октябре 2006 года начали работу новые линии по сборке жидкокристаллических и плазменных телевизоров, и тогда объёмы их производства достигли уровня выпуска кинескопных моделей.
В 2009—2011 годах на заводах компании выпускались телевизоры «Philips». В 2011 году объемы производства составляли 2 млн телевизоров в год.
В 2017 году в Калининграде производилось около 30 % российских телевизоров.
В 2019 году «Телебалт» претерпел реорганизацию и раздробился на подразделения: ООО «Телебалт»; ООО «Лантал»; ООО «Калининградремком»; ООО «Альциона»; КРООИ «Преодоление»; ООО «Телелайн»; ООО «Компания Телебалт»; ООО «Технобалт».
В 2022 году «Телебалт» прекратил сборку телевизоров из-за проблем с удорожанием себестоимости и логистикой и собирался перевести сборку в Ленинградскую область.

## Общие сведения

### Адрес
- 238340, Россия, Калининградская область, город Светлый, улица Советская, д. 27, квартира 32[8].

### Генеральный директор
Кучер Евгений Владимирович

## Производство
Основным бизнесом компании является производство электронной техники.
Все сборочные линии оснащены специализированным компьютерным оборудованием для контроля качества на отдельных этапах производства. В том числе используются компьютерные тестеры, которые позволяют в течение всего одной секунды проверить качество собранных электронных узлов изделий. В 2011 году компания модернизировала конвейерную линию.
«Телебалт» в разное время собирал на лицензионной основе все модели телевизоров (плазменные, LCD, LED, 3D) мировых марок «Philips», «Sharp», «Toshiba», «Hyundai»,  занимался производством электропылесосов, настенных часов, печей СВЧ.
В 2017 году завод выпускал телевизоры под собственной маркой «Erisson», микроволновые печи и промышленные светодиодные светильники. Телевизоры ООО «Телебалт» производились из зарубежных комплектующих. Основная часть продукции завода продавалась на территории России.